# Franco Mannino
Franco Mannino (født 25. april 1924 i Palermo - død 1. februar 2005 i Rom, Italien) var en italiensk komponist, pianist, dirigent og forfatter.
Mannino studerede komposition og klaver på Santa Cecilia Akademiet i Rom. Han har skrevet 12 symfonier, orkesterværker, kammermusik, operaer, sange, korværker, solomusik for mange instrumenter, filmmusik, sidstnævnte som han er mest kendt for. Han havde en stor karriere, specielt i Italien som pianist og dirigent, men også rundt omkring i flere dele af Verden. Han dirigerede f.eks. National Arts Centre Orchestra i Canada mellem (1982-1986) , og har blandt andet skrevet filmmusik til en del af Luchino Visconti´s film.

## Udvalgte værker
- Symfoni nr. 1 "Amerikansk Symfoni" (1954) - for orkester
- Symfoni nr. 2 (1972) - for orkester
- Symfoni nr. 3 (1978) - for orkester
- Symfoni nr. 4 "Leningrad" (1981) - for orkester
- Symfoni nr. 5 "Rideau sø" (1985) - for orkester
- Symfoni nr. 6 (1987) - for kor og orkester
- Symfoni nr. 7 (1989) - for orkester
- Symfoni nr. 8 "Af Ocean1" (1990) - for orkester
- Symfoni nr. 9 (1991) - for orkester
- Symfoni nr. 10 "Fra Colombo til Broadway" (1991) - for baryton, trombone, kor og orkester
- Symfoni nr. 11 (1994) - for baryton og orkester
- Symfoni nr. 12 "Panormus" (1994) - for orkester
- Klaverkoncert (1954) - for klaver og orkester
- Cellokoncert (1974) - for cello og orkester